# Lazurek

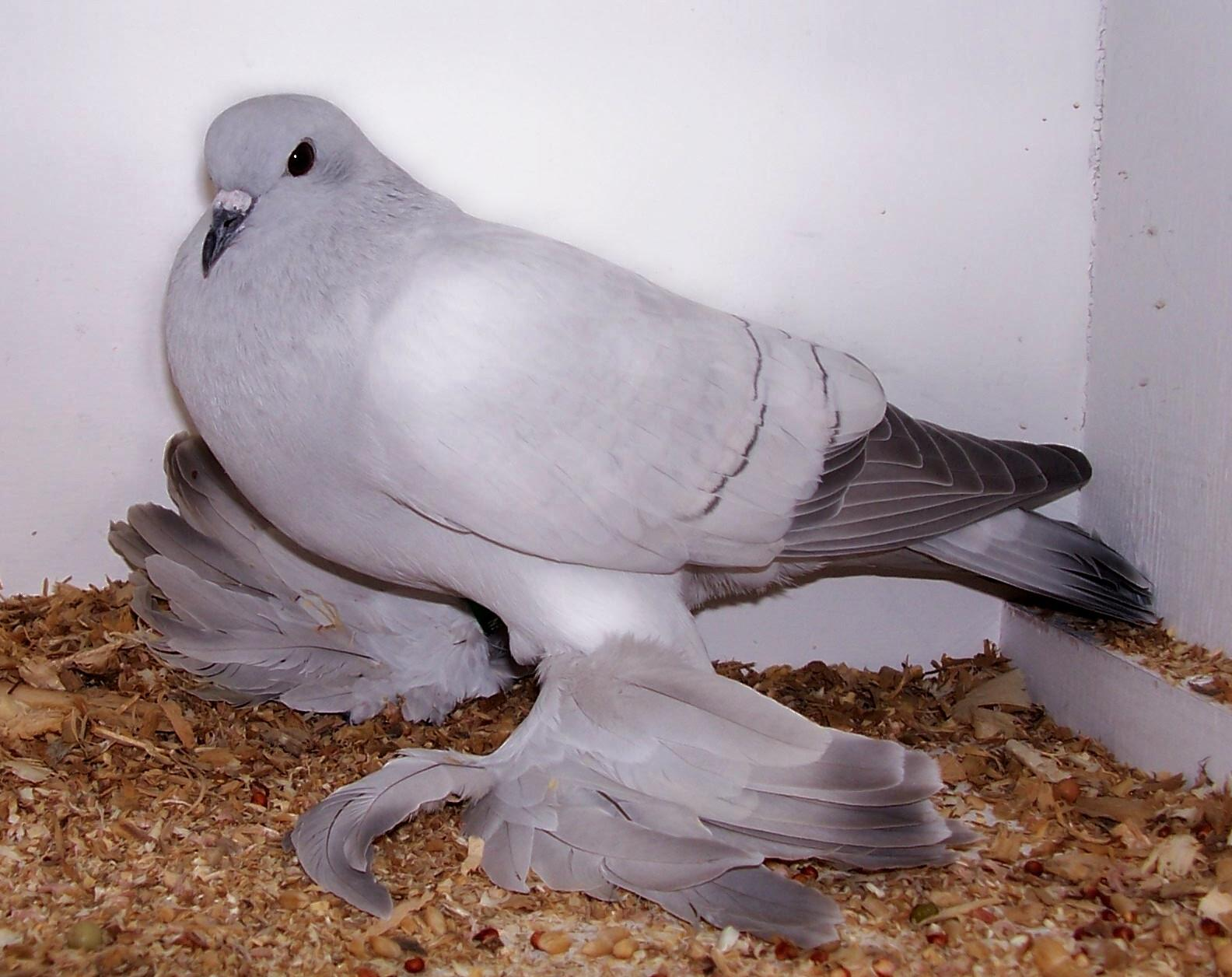
Lazurek

Lazurek, gołąb lodowy jest jedną z najstarszych ras gołębi. Prawdopodobnie istnieje od około 200 lat. Należy do grupy barwnych. Najpierw została wyhodowana na Śląsku odmiana gładkonoga, potem w Saksonii i Turyngii pojawiły się gołębie łapciate. Występuje w 6 odmianach barwnych. Jego nazwa pochodzi od koloru.